# 尼斯高·比達拿
尼斯高·法比安·比達拿（西班牙語：Néstor Fabián Pitana，1975年6月17日—），阿根廷足球裁判，同時也是一名體操教師。
他於2007年起替阿根廷足球甲級聯賽執法，後於2010年成為國際足協的國際球證，得以為國際比賽執法。2014年1月，被選為2014年世界盃的球證之一。4年後再被選為2018年世界盃的球證之一，擔任揭幕戰和决赛的球證。

## 資料來源
1. ↑  .   [2014-06-08]. （原始内容存档于2014-02-01）.